# Lưu Giản Chi
Lưu Giản Chi (chữ Hán: 刘简之), nguyên quán huyện Lư, quận Bành Thành  nhưng đã nhiều đời sống ở Kinh Khẩu, quan viên cuối đời Đông Tấn.

## Cuộc đời và Sự nghiệp
Ông có chí lớn, được Lưu Dụ nhận biết. Dụ muốn khởi binh chống lại Hoàn Huyền, cần tập hợp tài lực, nên thường đến thăm Giản Chi, xem ông như tân khách. Giản Chi đoán được, nói với em trai là Kiền Chi rằng: "Lưu Hạ Bi (Lưu Dụ làm Hạ Bi thái thú) luôn đi lại, ắt đang có ý. Nếu không thể nói ra (ở đây), mày thử đến gặp ông ấy xem sao!" Kiền Chi đến nơi thì Lưu Dụ đã hạ được kinh thành. Kiền Chi lập tức đầu quân cho Lưu Dụ.
Giản Chi nghe tin, giết trâu cày, tụ họp mọi người, đi hưởng ứng Lưu Dụ. Ông làm quan đến Thông trực thường thị, Thiếu phủ, Thái úy Tư nghị tham quân.